# トライガイズ
トライガイズ（The Try Guys）は、キース・ハーバースバーガー、ザック・コーンフェルド、ユージン・リー・ヤン、ネッド・フルマーから成るアメリカのグループYouTuber。 
元々はBuzzFeedで働いており、その中でトライガイズを立ち上げた。それ以来、会社は拡大し、現在は従業員が20人以上になり、フードネットワークの番組に出演し、本を出版するなど活動範囲を広げている。
ネッドはマネージャーとの不倫が明らかになったため、2022年9月に解雇となった。 

## 歴史

### BuzzFeed在籍時代（2014年ー2018年）
2014 年に当時BuzzFeedの従業員だったユージン・リー・ヤン、ネッド・フルマー、キース・ハーバースバーガー、ザック・コーンフェルドによって社内で結成された。
当時、BuzzFeedでは、定期出演者を中心とした動画を出していたわけではなく、トライガイズが最初の長期間出演者となり、独立後のBuzzFeedにも影響を与えた。

### 独立後（2018年ー現在）
2018年6月16日、トライガイズはBuzzFeedを離れ、独立した「2nd Try LLC」を設立したと発表した。2019年12月2日、トライガイズは、コーンフェルドとフルマーが独自の独立した制作会社を開発するというアイデアに貢献し、契約満了に伴いバズフィードを離れることを決断したと説明した。
現在、再生回数は24億回を超え、登録者は800万人を超えているが、その80%以上が女性であり、特に10代後半から20代前半の女性に偏っている。
2022年9月27日、トライ・ガイズは、フルマーが従業員と不倫関係にあったことに関する内部報告を受け、グループから脱退すると発表した。また2022年10月3日には、いくつかの案件動画を除き、今後の動画からフルマーの映像を削除すると発表した。

## メンバー

### キース
キース・ダグラス・ハーバーズバーガー（Keith Douglas Habersberger）は、1987年6月18日にテネシー州カーセージでドナルド・ハーバーズバーガーとパトリシア・ハーバーズバーガーの間に生まれた。 
イリノイ州立大学を卒業し、演劇とフレンチホルンの学士号を取得している。
身長は191cm（6フィート3 インチ）で、トライガイズの中で最も背が高い。

### ザック
ザッカリー・アンドリュー・コーンフェルド（Zachary Andrew Kornfeld）は、1990年7月26日にニューヨーク州スカーズデールでユダヤ人の両親間に生まれた。 
ユダヤ人であるがコーシャを守らず、バルミツバも持っていない。 
彼はエマーソン大学を卒業し、美術の学士号を取得しました。 
2023年2月にマーガレット・アンジェラ・“マギー”・ブスタマンテが結婚した。

### ユージーン
ユージン・リー・ヤン（Eugene Lee Yang）は、1986年1月18日にテキサス州フラッガービルで生まれた。
南カリフォルニア大学を卒業し、映画制作の学士号を取得した。
2019年6月15日、YouTubeビデオ自身がゲイであることをカミングアウトした。 

### ネッド
エドワード・ギャロ・ネッド・フルマー（Edward Gallo Ned Fulmer）は1987年6月11日にフロリダ州ジャクソンビルで生まれた。 彼はイェール大学で化学を専攻して卒業した。化学研究室で働いていた経歴があり、その後転職してBuzzFeedで働き始めた。
従業員との不倫が発覚したことにより、2022年9月をもって、グループから脱退した。